# Tupolew R-7
Die Tupolew R-7 (russisch Туполев Р-7), auch als ANT-10 (АНТ-10) bezeichnet, war ein einmotoriges, als Aufklärer und Bomber konzipiertes Flugzeug aus den 1930er Jahren.

## Entwicklung
Im Jahr 1928 wurde ein Ersatz für die veraltete Polikarpow R-1 gesucht, der eigentlich in der Polikarpow R-5 gefunden wurde. Tupolew entwickelte trotzdem einen Konkurrenzentwurf. Der Erstflug des Doppeldeckers ANT-10 erfolgte am 30. Januar 1930 und zeigte zufriedenstellende Flugeigenschaften, die Leistungen reichten aber bis auf das geringere Gewicht an die der R-5 nicht heran. Auch die Erprobung beim Institut der Luftstreitkräfte verlief unbefriedigend, so dass das Flugzeug zur Behebung diverser Mängel an das OKB zurückgesandt wurde. Die anschließend zum Ende 1930 nochmals durchgeführten Tests ergaben keine Verbesserung. Letztlich war die für die Massenproduktion besser geeignete Holzbauweise der R-5 ausschlaggebend, die zu ihrer Übernahme in die Streitkräfte zu Ungunsten der ANT-10 führte.

## Technische Daten
| Kenngröße             | Daten                                                                                 |
| --------------------- | ------------------------------------------------------------------------------------- |
| Besatzung             | 2                                                                                     |
| Länge                 | 10,90 m                                                                               |
| Spannweite            | 15,20 m                                                                               |
| Höhe                  | 3,6 m                                                                                 |
| Flügelfläche          | 49,00 m²                                                                              |
| Leermasse             | 1720 kg                                                                               |
| Startmasse            | normal 2929 kg                                                                        |
| Antrieb               | ein flüssigkeitsgekühlter Zwölfzylindermotor BMW-VI mit 500 kW (680 PS) Startleistung |
| Höchstgeschwindigkeit | 235 km/h in Bodennähe                                                                 |
| Marschgeschwindigkeit | 184 km/h                                                                              |
| Landegeschwindigkeit  | 90 km/h                                                                               |
| Steigzeit             | 3 min, 6 s auf 1000 m Höhe                                                            |
| Reichweite            | 1100 km                                                                               |
| Gipfelhöhe            | 5560 m                                                                                |
| Flugdauer             | maximal 5 h                                                                           |
| Startstrecke          | 150 m                                                                                 |
| Landestrecke          | 300 m                                                                                 |